# Ratusz w Opatowie
Ratusz w Opatowie – obecna siedziba władz miasta i gminy Opatów.
Powstał w drugiej połowie XVI lub na początku XVII wieku. Budynek najprawdopodobniej wybudowano z funduszy kanclerza Krzysztofa Szydłowieckiego jako budowlę, w której zatrzymywał się, przebywając ze swoimi towarzyszami w Opatowie. W XIX wieku budynek zamieniono na koszary i cerkiew parafialną pod wezwaniem Opieki Matki Bożej. W dwudziestoleciu międzywojennym gmach był siedzibą starostwa i sejmiku powiatowego.
Jest to budowla murowana, zbudowana na planie prostokąta, dwukondygnacjowa, podpiwniczona i posiada oszkarpowane naroża, kryta gontem. W przyziemiu od strony rynku charakterystyczne są czteroprzęsłowe podcienia arkadowo-filarowe, o sklepieniu kolebkowo-krzyżowym.